# 唐耐心
唐耐心（Nancy Bernkopf Tucker，1948年7月12日—2012年12月1日），美国纽约人。外交史学家，美国乔治敦大学历史系教授。从事中美关系、中国问题研究，在国际学术界有很高的声望。其夫婿孔華潤（Warren I. Cohen）亦為中國研究專家。

## 生平
唐耐心教授于哥伦比亚大学历史系获得博士学位后，曾在美国国务院中国科及美国驻华大使馆任职，并曾担任美国国家情报局总监室情报整合分析副助理总监，最后执教于乔治敦大学历史系。

## 著作
唐耐心撰写或编纂了《不确定的友谊：1945-1992年的台湾、香港与美国》、《1949年后的海峡风云实录—美-‘中’-台三边互动关系大揭秘》、《海峡谈话—美台关系以及与中国的危机》、《美-‘中’-台危机》、《中美外交密辛》，《危险的海峡》以及《中国威胁：1950年代的回忆、迷思与现实》。

## 逝後各方反应
前美国在台协会台北办事处处长包道格：“我们在星期六上午得知这个消息后都感到非常惋惜，我们在和她丈夫的信息往来间，都认为她对于协助人们了解台湾在美国外交上扮演的角色，以及让人们从历史的层面去了解美国外交方面，有着极为重要的成就。”
台湾国立政治大学外交系教授邵玉铭：“本来不久之前她还写封信给我，说她想要研究台湾外交在1949年以后如何在孤立无援的国际环境下能够在外交上有杰出的表现，她想到台湾看一些资料来研究。我说，你要来，我来帮你弄，结果没想到她英年早逝，所以我很难过。”
中共中央党史研究室研究员章百家：“南希的去世对我来说很突然，特别在我们相识之初,她是美方学者中最年轻的一位。我们这群人一起开始了中美关系史的合作研究，并在这种合作中建立起友谊。转瞬间已过去了近30年，我们的工作正在由下一代学人接手。就中美合作研究而言，需要传承的不仅是形式和成果，还应有一种精神、一种使命感。」。
中国社会科学院荣誉学部委员陶文钊：“虽然早就知道唐耐心教授患了癌症,但得知她去世的消息仍然感到突然，毕竟她只有64岁，对于学者来说这个年龄正是壮年。一时间，从相识以来点点滴滴的回忆一齐涌上心头」。